# NGC 203
NGC 203 é uma galáxia lenticular (S0) localizada na direcção da constelação de Pisces. Possui uma declinação de +03° 26' 33" e uma ascensão recta de 0 horas, 39 minutos e 39,5 segundos.
A galáxia NGC 203 foi descoberta em 19 de Dezembro de 1873 por Ralph Copeland. Ela também está listada como NGC 211 no New General Catalogue. 